# Prefix telefonic 919 (Statele Unite ale Americii)

Prefixele teelfonice ale statului Carolina de Nord.

Prefixul telefonic 919 nord-american, conform originalului area code 919 este un prefix telefonic deservind 11 comitate sau părți ale unora dintre acestea în partea central-nordică a statului american Carolina de Nord. Este folosit alternativ împreună cu prefixul 984, acoperind ambele aceeași suprafață.
Deservește în primul rând orașele Raleigh, Durham, Cary și Chapel Hill, respectiv zonele sub-urbane adiacente a zonei metropolitane cunoscută sub numele de Research Triangle Metropolitan Region, precum și zonele rurale ale orașelor Oxford, la nord, și Goldsboro, la sud-est.
În interiorul zonei sunt permise formarea numerelor de 7 cifre, având același prefix 919, sau a unor numere de 3 + 7 cifre, pentru acele conexiuni care sunt considerate a fi convorbiri locale.
Până în octombrie 2001, acest prefix se suprapunea în linii mari cu viitorul prefixul telefonic 984, încă nedesemnat, dar prevăzut a fi desemnat la o dată nedefinită. După  acea dată, datorită extinderii prefixului 919 din cauza cerinței foarte mari de noi numere telefonice, suprapunerea a încetat.
| Prefixele telefonice ale statului american Carolina de Nord sunt 252, 336, 704, 828, 910, 919 și 980. | Prefixele telefonice ale statului american Carolina de Nord sunt 252, 336, 704, 828, 910, 919 și 980. | Prefixele telefonice ale statului american Carolina de Nord sunt 252, 336, 704, 828, 910, 919 și 980. |
| --- | --- | --- |
| | Nord -- 434                                                                                           | |
| Vest -- 336                                                                                           | Prefixele telefonic 919 și 984                                                                        | Est -- 252                                                                                            |
| | Sud -- 910                                                                                            | |
| Prefixele telefonice ale statului american Virginia sunt 276, 434, 540, 571, 703, 757 și 804.         | | |